# Oleg Kopajew
Oleg Pawłowicz Kopajew (ros. Олег Павлович Копаев; ur. 28 listopada 1937 w Jelcu, Rosyjska FSRR, zm. 3 kwietnia 2010 w Rostowie nad Donem) – rosyjski piłkarz, grający na pozycji prawego napastnika, reprezentant Związku Radzieckiego, trener piłkarski.

## Kariera piłkarska

### Kariera klubowa
Rozpoczął karierę piłkarską w miejscowym klubie Spartak Jelec. Potem odbywał służbę wojskową w ODO Woroneż, skąd został przeniesiony do CSK MO Moskwa, gdzie nie przebił się do podstawowego składu. W następnym roku przeszedł do SKWO Lwów. Następnie od 1959 występował w SKA Rostów nad Donem, w którym w 1968 zakończył karierę piłkarską.

### Kariera reprezentacyjna
7 czerwca 1964 debiutował w olimpijskiej reprezentacji Związku Radzieckiego w meczu towarzyskim z NRD, zremisowanym 1:1, w którym strzelił gola. Potem występował w reprezentacji Związku Radzieckiego. Uczestnik Mistrzostw Europy w 1964.

## Kariera trenerska
Po zakończeniu kariery piłkarskiej pozostał w klubie SKA Rostów nad Donem jako trener.

## Ciekawostki
W swojej karierze tylko raz wykonywał rzut karny.

## Sukcesy i odznaczenia

### Sukcesy klubowe
- wicemistrz ZSRR: 1966

### Sukcesy reprezentacyjne
- wicemistrz Europy: 1964

### Sukcesy indywidualne
- członek Klubu Grigorija Fiedotowa: 123 bramki
- król strzelców Mistrzostw ZSRR: 1963, 1965
- 3-krotnie wybrany do listy 33 najlepszych piłkarzy ZSRR:
  - Nr 1: 1965
  - Nr 2: 1963
  - Nr 3: 1966

### Odznaczenia
- nagrodzony tytułem Mistrza Sportu ZSRR: 1960